# Kościół Świętej Rodziny w Parszowicach
Kościół Świętej Rodziny w Parszowicach – rzymskokatolicki kościół filialny zlokalizowany w Parszowicach w województwie dolnośląskim, w powiecie lubińskim. Należy do parafii Narodzenia Najświętszej Maryi Panny w Wielowsi. Stoi w centrum wsi, na niewielkim wzgórzu.

## Historia
Świątynia najprawdopodobniej została wybudowana w XV wieku. Około 1670 (po zajęciu przez protestantów) nastąpiła jej przebudowa. Podczas II wojny światowej została uszkodzona (zwłaszcza wieża), a potem przebudowana w trakcie powojennej odbudowy (1950). W jej trakcie wieża została obniżona o jedną kondygnację i nakryta ostrosłupowym dachem krytym gontem. W 1959 nakryto gontem także nawę i prezbiterium. W kościele, 4 czerwca 1972, jedną ze swoich mszy prymicyjnych odprawiał bł. ksiądz Jerzy Popiełuszko, co upamiętnia stosowna tablica. W 2014 przyznano środki na prace konserwatorskie barokowej ambony.

## Architektura
Kościół jest murowany, orientowany, kamienno-ceglany i wzniesiony na planie zbliżonym do kwadratu. Ma wyodrębnione, prostokątne prezbiterium, a do bryły przylega od północy kamienna wieża. Korpus świątyni wzmacniają przypory.

## Wnętrze i wyposażenie
Wnętrze jest nakryte stropem belkowym. W nawie znajduje się empora. 
Z wyposażenia zachowane są: drewniany ołtarz, prospekt organowy, XVII-wieczna ambona, pochodząca z początku XVI wieku kamienna chrzcielnica, jak również kamienny nagrobek z 1515 i fragmenty polichromii z epoki gotyku (odkryte w 1923).

## Otoczenie
Przy kościele stoi głaz z 2015 upamiętniający księdza Andrzeja Bawaja, proboszcza z Wielowsi (2000-2005). Świątynię otacza cmentarz.

## Galeria

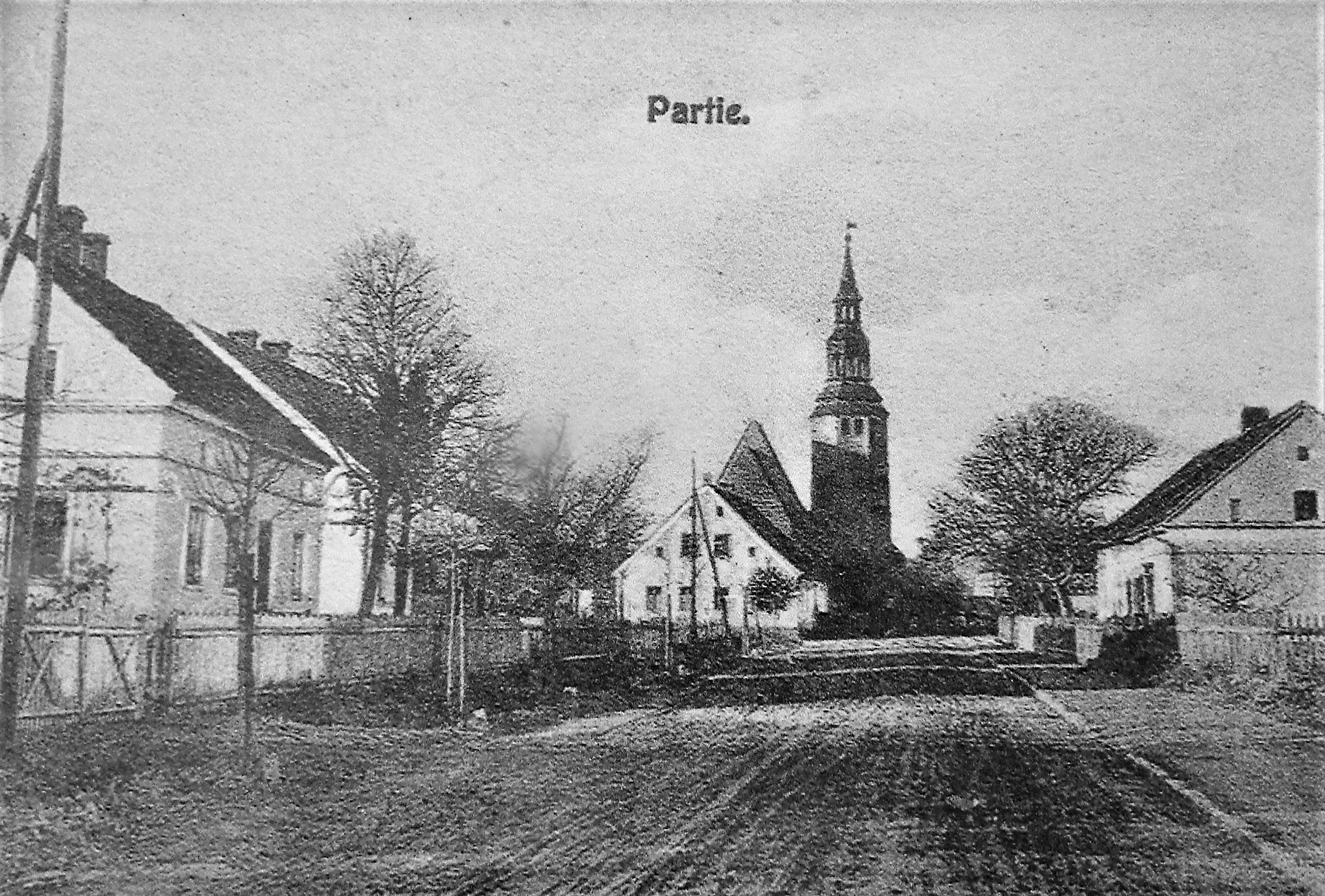
Zdjęcie historyczne
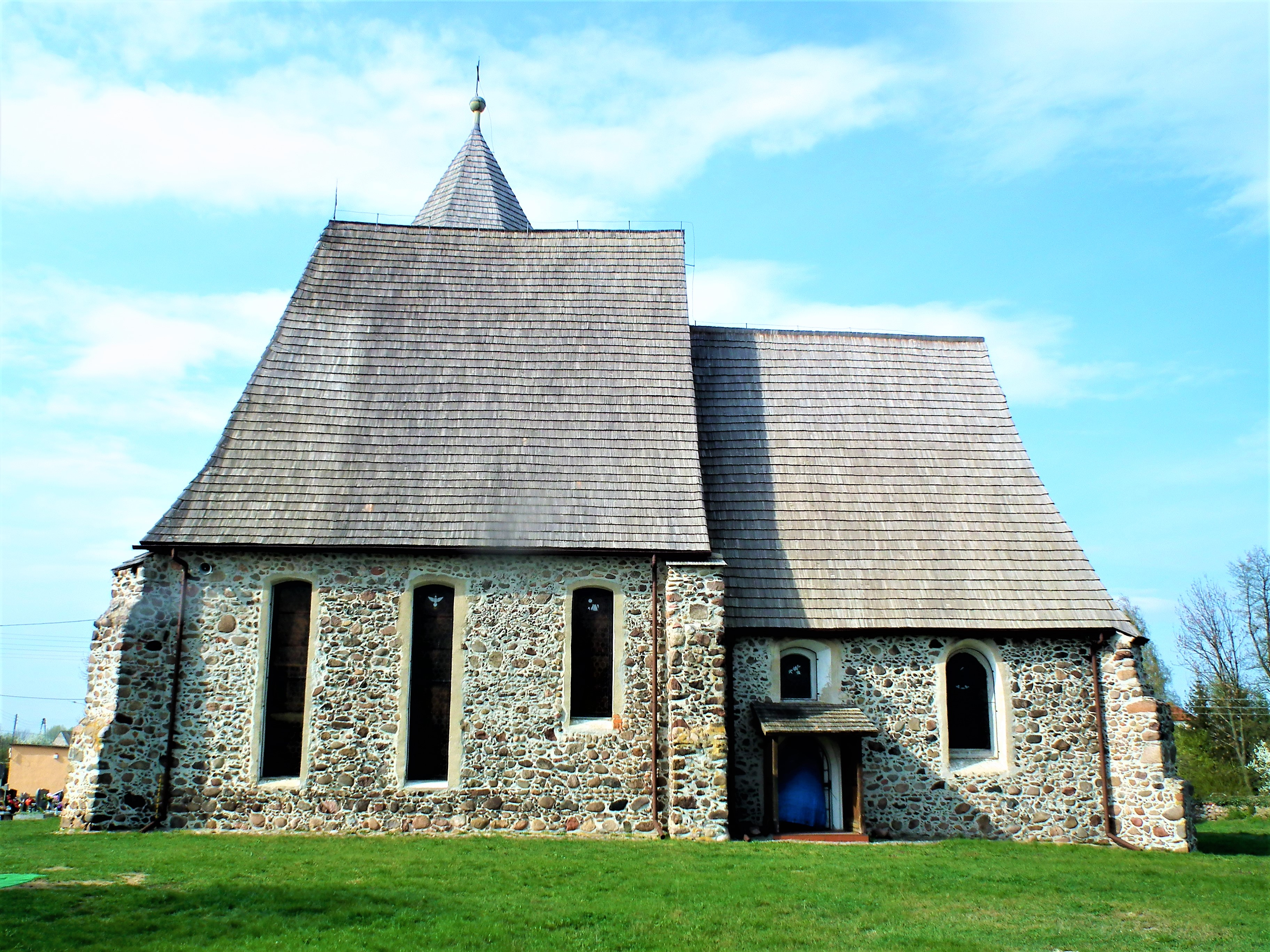
Widok ogólny
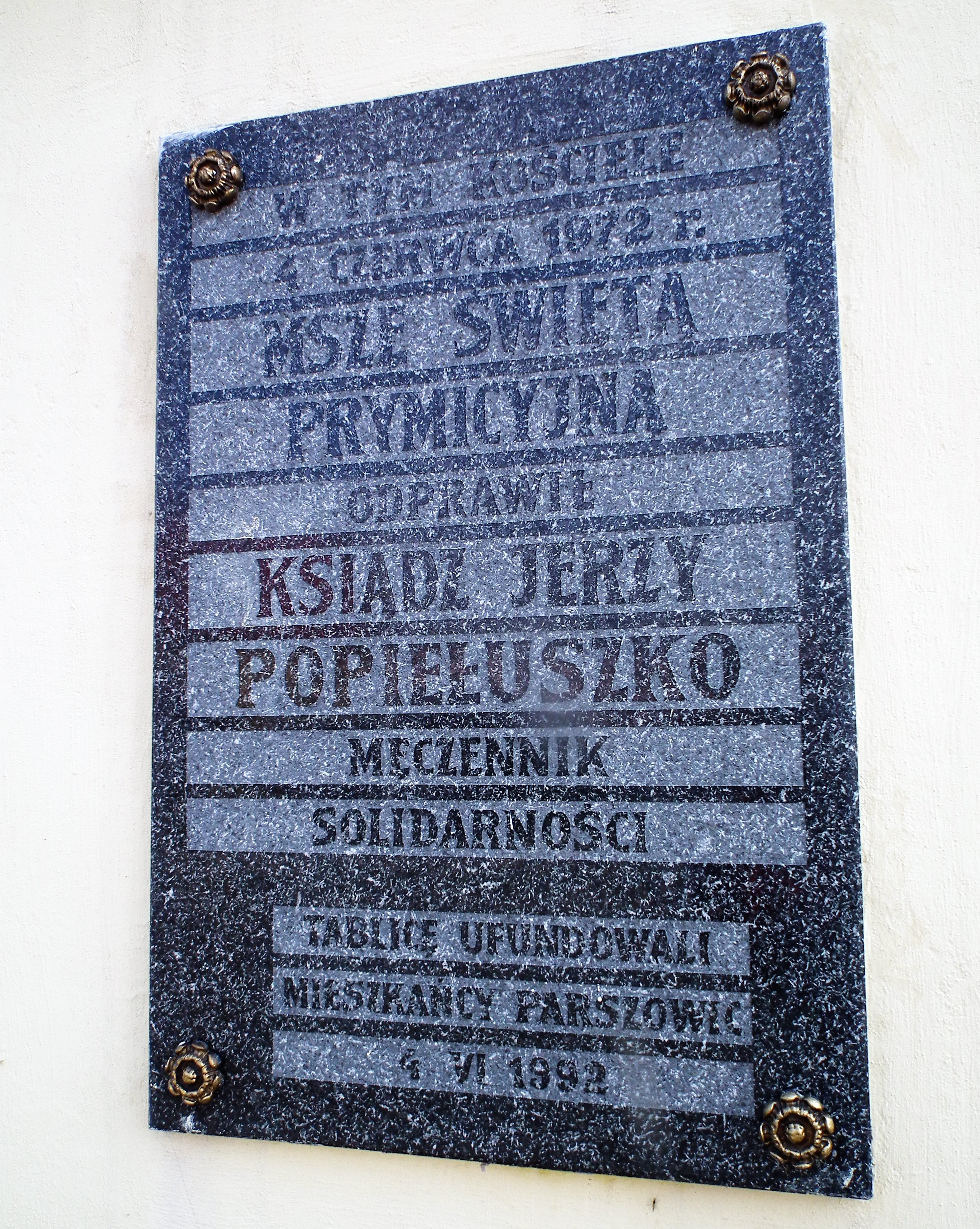
Tablica bł. ks. Jerzego Popiełuszki